# Barna törpe

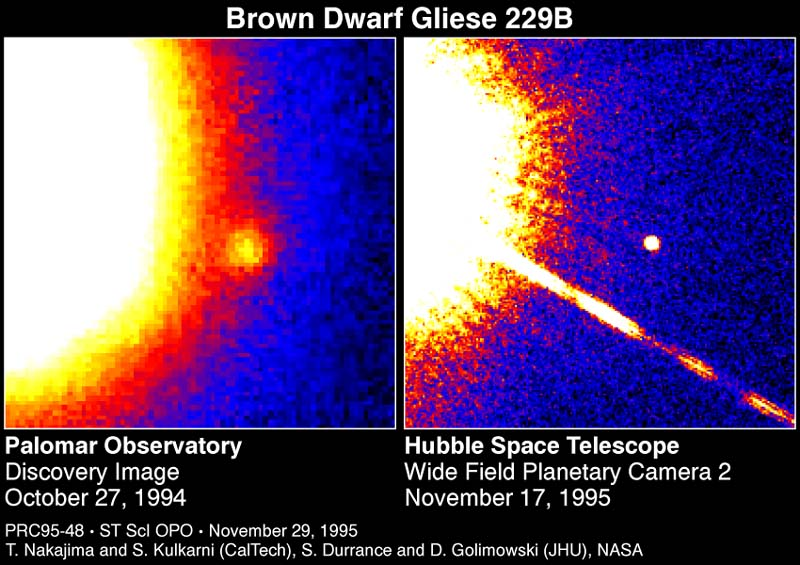
A kisebb objektum a Gliese 229B jelű barna törpe, ami a Gliese 229 körül kering. A páros a Nyúl csillagképben található, 19 fényévre a Földtől

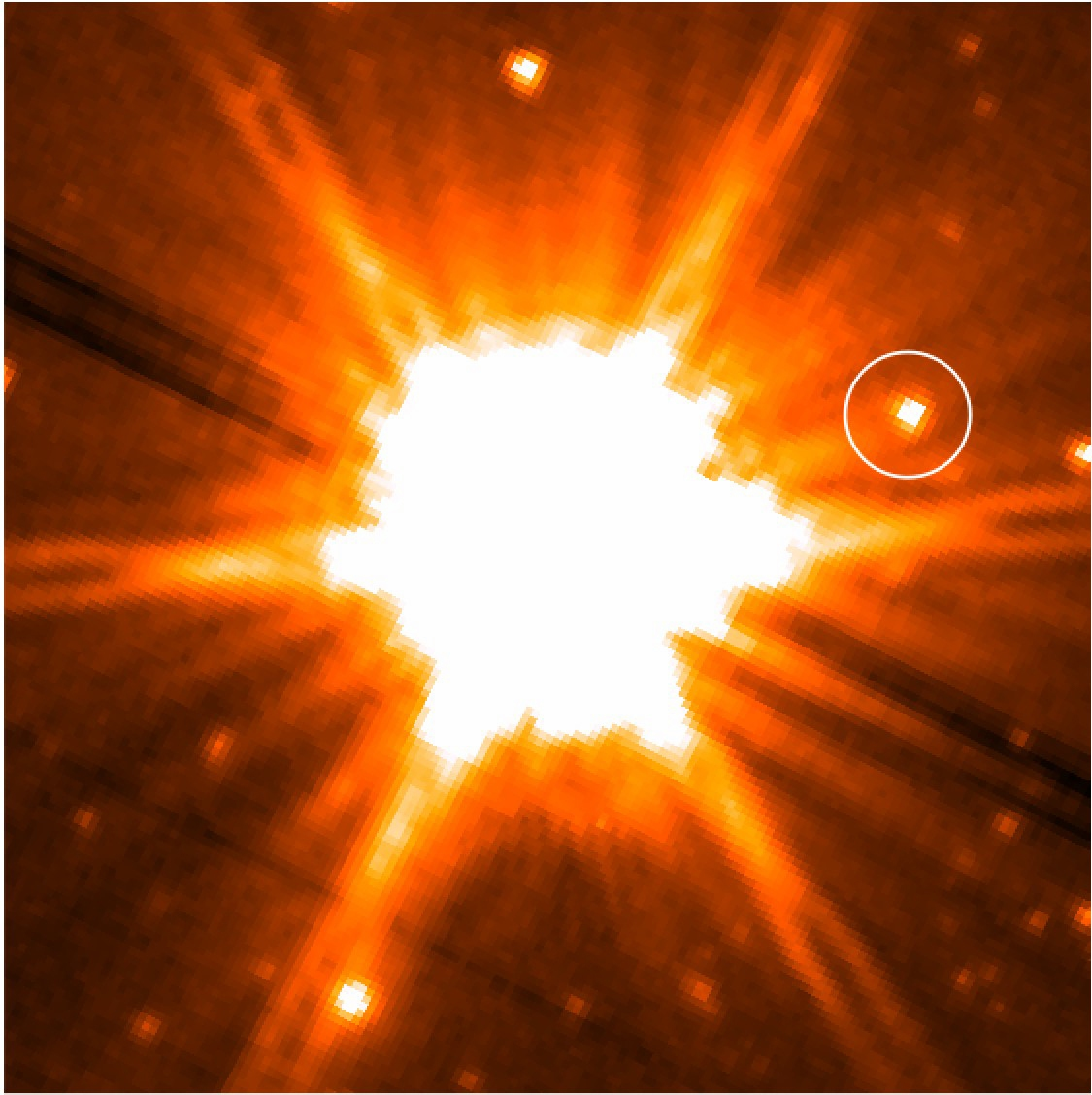
Az 54 Piscium B barna törpe

A barna törpék olyan égitestek, melyek tömege túl kicsi ahhoz, hogy a belsejükben stabil hidrogén-hélium magfúzió jöjjön létre, és így valódi csillagokká váljanak.
Ez a reakció ugyanis csak akkor indulhat be, ha egy csillag tömege elég nagy ahhoz, hogy annak magjában a hőmérséklet a 3 millió kelvint meghaladja. Ez a tömeg nagyjából a Nap tömegének 8%-a, másként kifejezve a Jupiter tömegének nyolcvanszorosa. A barna törpék tömege ennél kisebb, a vörös törpecsillagok és az óriásbolygók tömege között van. A keletkezési modellek alapján kialakulásuk közben valamikor a magjukban beindult a magfúzió, de nem a hidrogén, hanem lítium- vagy deutériumfúzió, ehhez 13 jupitertömeg is elegendő, ez jelöli ki alsó tömeghatárukat. Ez a magfúzió kb. 100 ezer évig tarthatott, ami csillagászati időskálán mérve epizódszerű csak.
A barna törpék energiát magfúzióval már nem termelnek, lassan kihűlnek, felszíni hőmérsékletük 1000-3000 K, abszolút magnitúdójuk +17 körüli. Lassú gravitációs összehúzódásuk elegendő energiát termel, hogy gyengécske fényt – főleg az infravörös tartományban – bocsássanak ki. Mivel tömegük nem túl nagy, és energiát magfúzióval nem termelnek, fényük halvány, megtalálásuk nehéz, viszont újabb megfigyelések szerint legalább annyian vannak, mint a közönséges csillagok.

## Felfedezésük története
1963-ban Shiv Kumar vetette fel elsőként a lehetőségét, hogy a csillagképződési folyamat során olyan égitestek is keletkezhetnek, amelyek tömege nem elegendő a hidrogénfúzióhoz szükséges hőmérséklet eléréséhez. A barna törpe elnevezést később, csak 1975-ben javasolta Jill Tarter. A név tulajdonképpen nem helyes, hiszen a barna törpék valójában vörös színben világítanak, ám a vörös törpe elnevezést már a csillagok egy csoportjára felhasználták.
Az 1980-as években már több kísérletet tettek arra, hogy ilyen égitestet találjanak, de a próbálkozások csak 1995-ben jártak sikerrel, amikor a Gliese 229B jelű objektumpárban az első barna törpét kétségtelenül azonosították. Ebben meghatározó szerepet játszott mind a csillagászati műszerek érzékenységének jelentős növekedése, mind az elméleti modellek fejlődése, amik lehetővé tették a gyenge fényű csillagok észlelését is. Néhány év alatt több száz barna törpét sikerült kétséget kizáróan azonosítani, és hasonló nagyságrendű azon objektumok száma, amelyeknél valószínűsíthető, hogy barna törpék.
A Naprendszerünkhöz legközelebb lévő két barna törpe – amit 2004 elején találtak meg – az ε Indi B kettős barna törpe (melyek egy közös tömegközéppont körül keringve járják körül az ε Indi A-t), tőlünk 11,8 fényév távolságban található. Ennél kissé távolabb, 12,7 fényévre van a SCR 1845-6357 vörös törpe körül keringő barna törpe.

## Keletkezésük

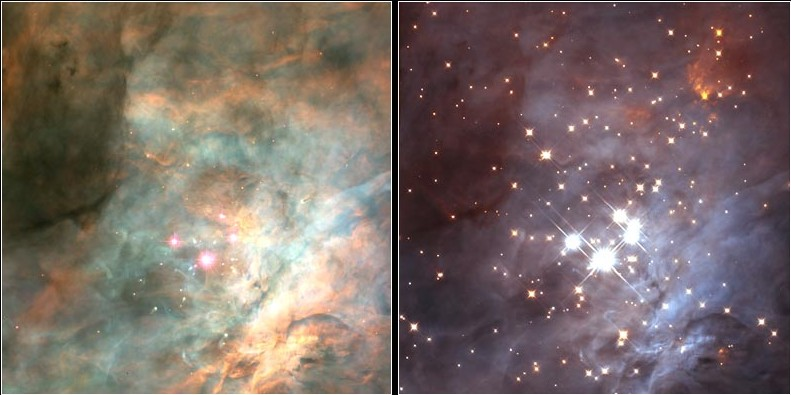
A Trapezium-halmaz (az Orion-ködben) infravörös képén (jobbra) előtűnnek a benne lévő fiatal csillagok és barna törpék

A barna törpék keletkezési folyamata nem egyértelműen tisztázott; lényegében öt lehetőség létezik:
- Egy gázfelhőből, a csillagokkal megegyező folyamat során jönnek létre, azzal az egyedüli különbséggel, hogy a létrejövő égitest tömege nem elegendő a hidrogénfúzióhoz.
- Fejlődésük egy többtagú rendszer részeként, egy globulában kezdődik. A rendszerből azonban kidobódnak, mielőtt még a hidrogénfúzió begyújtásához szükséges tömeget elérnék.[5]
- Bolygókhoz hasonlóan protoplanetáris korongban keletkeznek, de egy későbbi fejlődési stádiumban kilökődnek a bolygórendszerből.[6]
- A fiatal, anyagban gazdag nyílthalmazokban a nehéz O és B színképtípusú csillagok ionizáló sugárzása a protosztelláris akkréciós korongokat tönkreteheti (elpárologtathatja), még mielőtt ezen objektumok elegendő anyagot gyűjtenének a hidrogénfúzióhoz.
- Fiatal nyílthalmazokban, más csillagokkal való közeli találkozások az akkréciós korongot elpusztíthatják, mielőtt az elérné a hidrogénfúzióhoz szükséges tömeghatárt.

A csak néhány millió éves Chamaeleon I csillagkeletkezési régióban 34 barna törpét találtak, ezekből háromnál bizonyítható volt az akkréciós korong létezése, mely a fiatal csillagokra jellemző.
Sok barna törpénél kimutatható a T Tauri változócsillag fázis (mely eddig csak a fiatal csillagok fősorozatig vezető útjaként volt ismert), ez további bizonyíték az azonos keletkezési történetre – legalábbis a barna törpék egy részénél. 2008-ban az Iso-Oph 102 születőben lévő barna törpénél sikerült kimutatni a protocsillagokra jellemző poláris anyagkifúvást.
Lehetséges, hogy a barna törpék alsó tömeghatárát megközelítő planemók – azaz a bolygók és a barna törpék közé sorolható nagy tömegű objektumok – keletkezése folyamata is leírható a fenti öt lehetőség egyikével, azzal a különbséggel, hogy végül 13 jupitertömegnél könnyebb égitest jön létre.

## A barna törpék tulajdonságai

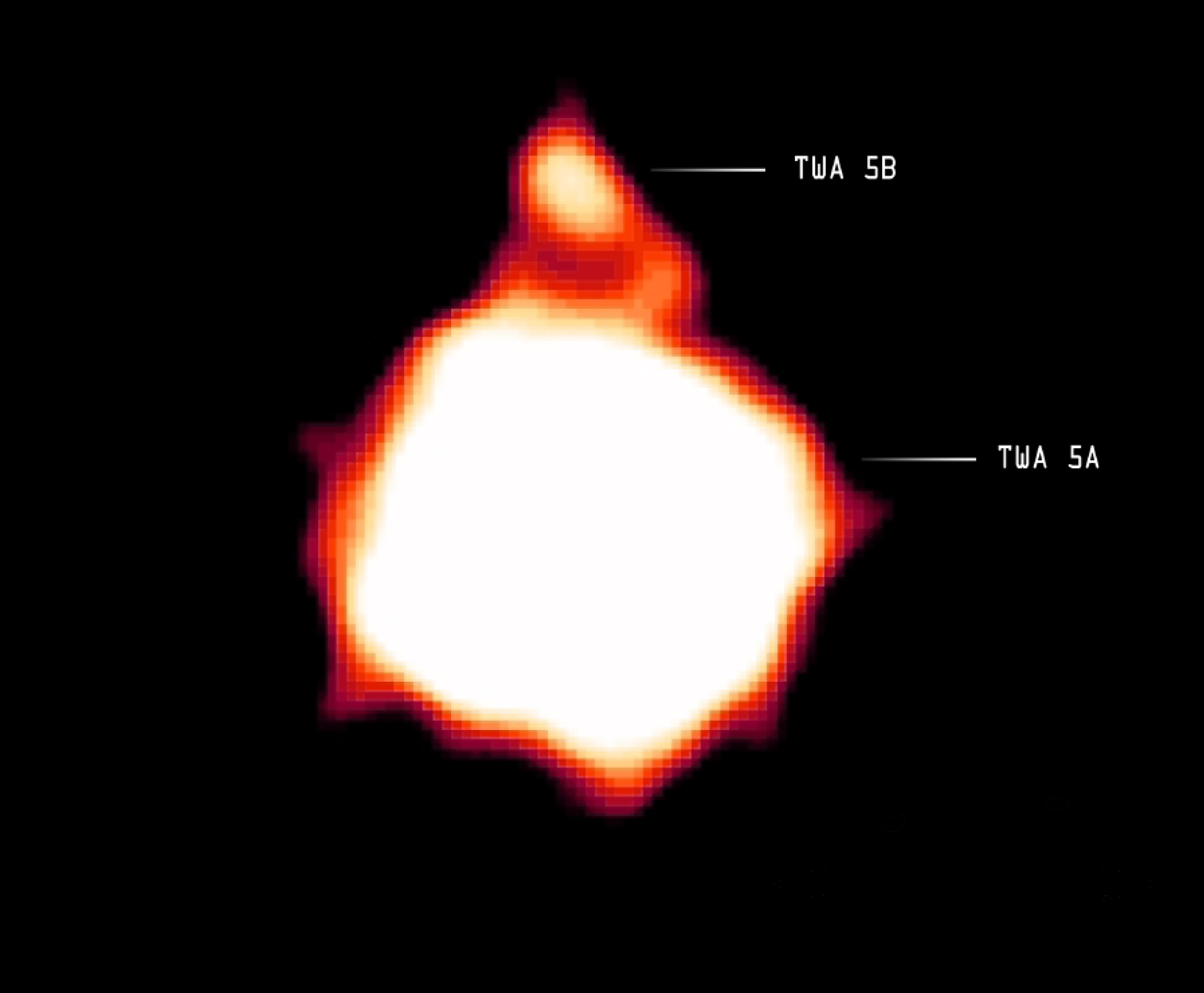
A fiatal barna törpék alig különböztethetők meg a csillagoktól. A kép a kb. 12 millió éves TWA 5B nevű barna törpét ábrázolja (fent) a Chandra űrtávcső felvételén (NASA)

Bár életútjuk eltér a csillagokétól, a barna törpék hasonló elemösszetételt mutatnak.
A könnyű törpecsillagok esetében a mag a tömegtől függetlenül 3 millió K egyensúlyi hőmérsékletre áll be, ahol a hidrogénfúzió ugrásszerűen beindul. A hőmérséklet változatlansága a tömeg és a csillag sugara között megközelítően fennálló reciprocitást mutat, azaz minél alacsonyabb a tömeg, annál magasabb a mag sűrűsége. Növekvő magsűrűségnél a Pauli-elv alapján részben degenerált elektronok járulékos nyomást fejtenek ki a gravitációs összehúzódás ellen, ami a mag kisebb felhevüléséhez vezet. Ez a Naphoz hasonló fémesség esetében ahhoz vezet, hogy 75 jupitertömeg alatt a hőmérséklet nem éri el a hidrogénfúzióhoz szükséges értéket, és barna törpe jön létre. Mivel sem az elektrondegeneráció folyamata, sem pedig a legkönnyebb csillagok tulajdonságai nem ismertek minden vonatkozásukban, így a szakirodalomban megadott értékek 70 és 78, az újabb számítások alapján 72-75 jupitertömeg körül mozognak. Az elektronok kvantummechanikai degenerációja alapján a barna törpéket – a fehér törpékhez, neutroncsillagokhoz és fekete lyukakhoz hasonlóan – kompakt objektumoknak is nevezik.
A fiatal barna törpéknél ugyan a fúziós folyamatok hozzáadódnak az energia-egyensúlyhoz, azonban ez a tétel a fejlődés egyik fázisában sem hasonlítható össze a gravitációs energia hozzájárulásával. Ez ahhoz vezet, hogy a barna törpék már az akkréció végén elkezdenek lehűlni, miközben a fúzió csak megközelítően 10-50 millió évvel tudja késleltetni e folyamatot.

### Energiaszállítás
A nehezebb csillagokkal ellentétben a barna törpéknél – hasonlóan a 0,3 naptömegűnél kisebb csillagokhoz – nem alakul ki héjszerkezet. Teljesen konvektívek, azaz az anyagszállítás a magtól egészen a felszínig ér, amely teljes anyagkeveredéshez vezet és egyben meghatározza a teljes belső rész hőmérsékleteloszlását. A metántörpék – mint például a Gliese 229B – vizsgálatai azonban azt a vélekedést erősítik, mely szerint az öregebb és hidegebb barna törpék konvekciós rétege nem éri el a felszínt, és ehelyett egy, a gázóriásokhoz hasonló atmoszféra alakul ki.

### Méret

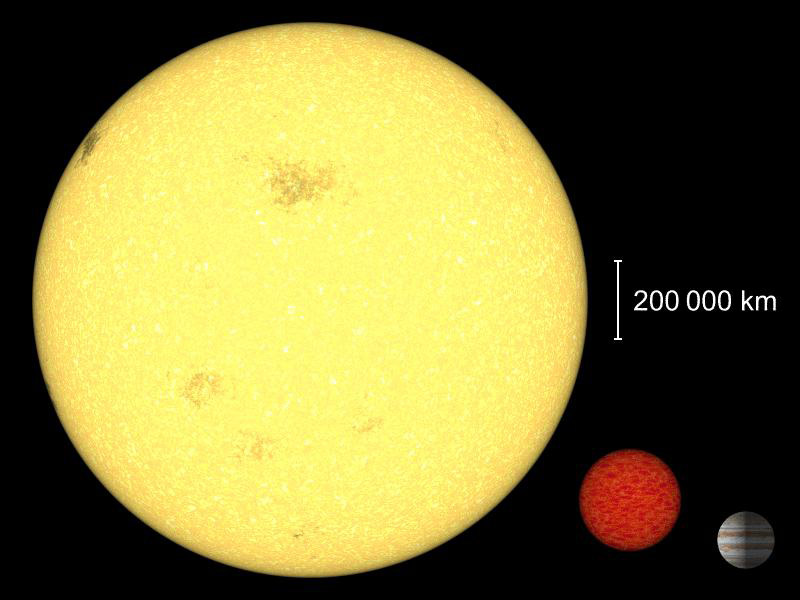
A barna törpék (középen) mérete inkább az óriásbolygók (Jupiter, jobbra) méretéhez áll közel, mint a csillagokéhoz (Nap, balra)

Az elektronok degenerációja miatt a barna törpék sugara tömegüktől függ (R~M-1/3). A degeneráció csak a barna törpék tömeghatára alatt veszti el jelentőségét, és konstans tömeg esetében a tömeg-sugár arány az R~M+1/3 értéket veszi fel. A barna törpék gyenge reciprok tömegfüggősége a teljes tömegtartományon belül megközelítően konstans sugárhoz vezet, amely kb. a Jupiterének felel meg, miközben a könnyebb barna törpék nagyobbak, mint a nehezebbek.

### Színképosztály

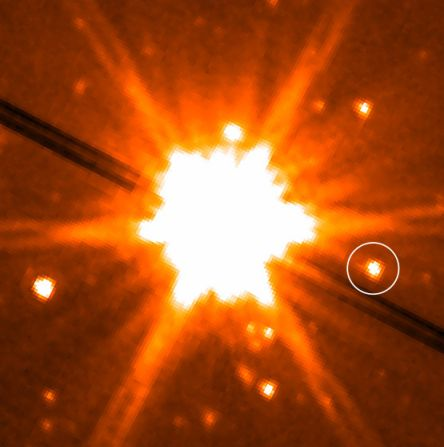
A HN Pegasi B, egy T típusú barna törpe

A csillagok esetében definiált színképtípusok szorosabb értelemben nem alkalmazhatók a barna törpékre, mivel ezek hagyományos értelemben nem csillagok. A megfigyelések alapján az 1800-2000 K feletti hőmérsékletek esetében a barna törpék azonban az L és M színképtípusú csillagok tartományába esnek, mivel az optikai tulajdonságok csak a hőmérséklettől, valamint az összetételtől függenek. Így a barna törpék esetében is alkalmazzák a színképosztályokat, ez azonban esetükben nem adja meg pontosan a tömeget, hanem csak a tömeg és a kor kombinációját.
Egy nehéz, fiatal barna törpe a középső M tartományban, 2900 K hőmérsékletnél kezdi életét, és az összes későbbi M- és L-színképosztályt végigjárja. A könnyebb barna törpék már eleve egy későbbi típusnál indulnak. A fősorozat alsó határa nem ismert pontosan, de feltehetően az L2 és L4 színképosztályok között, azaz az 1800-2000 K hőmérséklet-tartományban található. A későbbi, hidegebb színképtípusúak biztosan barna törpék. A hidegebb barna törpék számára – mint például a 950 K hőmérsékletű Gliese 229B – a T típussal egy új színképosztályt vezettek be, amely az 1450 K alatti hőmérséklet-tartományával már nem alkalmazható csillagokra.
Mivel a színképet ezekben a hőmérséklet-tartományokban elsősorban erős metánvonalak jellemzik, így a T típusú barna törpéket metántörpéknek is nevezik.
Sokáig a kb. 800 K hőmérsékletű Gliese 570D, valamint a T9 színképosztályú, 600 és 950 K közötti hőmérsékletű 2MASS J0415-0935 a voltak a leghidegebb ismert barna törpék. Mivel ez utóbbi a 2007 májusában felfedezett 650 K hőmérsékletű ULAS J0034-00 jelű barna törpével együtt már eltéréseket mutattak a többi T-törpéhez képest, így új színképosztályt, az Y osztályt kellett bevezetni. Az első Y törpe, a (CFBDS J005910.83-011401.3) felfedezését 2008 áprilisában jelentették be, felszíni hőmérséklete 350 °C (kb. 620 K), légkörében kimutatták a barna törpékre jellemző metán mellett a csak az óriásbolygókra jellemző ammóniát is. Ennél hidegebb a 2009-ben felfedezett Wolf 940B, mely a Wolf 940 vörös törpe körül kering mintegy 440 CsE távolságban. A 20-30 Jupiter tömegű égitest felszíni hőmérséklete mindössze 300 °C. 2010 januárjában jelentették be a SDSS1416+13 kettős rendszer felfedezését, ennek B jelű komponensének felszíni hőmérséklete mindössze 500 kelvin (220 °C).

### Légkör
Az M8 illetve L0 színképtípusok között található objektumok egy része vörös törpe, míg másik része forró barna törpe. Ez utóbbi égitestek effektív felszíni hőmérséklete 2200 és 1400 K között van, mely hőmérséklet-tartomány már annyira alacsony, hogy lehetővé teszi molekulák kialakulását, mint például a titán-oxid és egyéb fém-oxidok. 1400 K alatti hőmérsékleten, a T törpék tartományában a metán sávja válik határozottá a színképben. E molekulák okozta vonalak egyértelműen kimutathatók a színképben. Az L törpéknél pedig, még alacsonyabb hőmérsékleten alkálifémek vonalai jelennek meg.
Mivel az infravörös fényességmérések több esetben egy adott barna törpénél a forgással nem összeegyeztethető ingadozásokat mutatnak, így arra lehet következtetni, hogy légkörük áteresztése e hullámhosszokon nem homogén, ez pedig a Jupiternél megfigyelhető felhőzetre utal.

### Forgás
A barna törpék – hasonlóan a csillagokhoz – keletkezésük folyamán jelentős forgási energiát halmoznak fel. Csillagok esetében azonban a forgási sebesség évmilliók folyamán csökken, melynek oka az, hogy a forgás során létrejövő mágneses mezők kölcsönhatásba lépnek a csillagszél töltött részecskéivel. Az interakció azonban fékező hatást fejt ki, melynek következtében az idők folyamán a mágneses mezők is veszítenek erejükből.
A barna törpék azonban teljes élettartamuk alatt megtartják forgási momentumokat, mivel a kihűlő, alacsony hőmérsékletű ionizálatlan légkör nem teszi lehetővé töltött részecskékből álló csillagszél kialakulását, így azok a mágneses mezővel sem lépnek kölcsönhatásba.

### Atipikus barna törpék

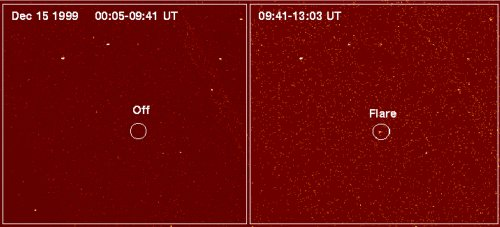
Az LP 944-20 barna törpén röntgenflereket észleltek

Az LP 944-20 barna törpén röntgenflereket figyeltek meg, míg egy másik barna törpe, a TWA-5B röntgensugárzást bocsát ki, hasonlóan a nehezebb csillagokhoz.
A 2MASS1207-3932 jelű barna törpe pedig nem csak azért különleges, mert kísérője, egy 5 jupitertömegű exobolygó volt az, amelyről először készítettek közvetlenül fényképet, hanem azért is mert a legutóbbi vizsgálatok során egyrészt anyagkorongot, másrészt a barna törpe pólusaiból ellentétes irányba kilövellő jeteket is találtak.
A Spitzer-űrtávcsővel 2005-ben fedezték fel a Cha 110913-773444 elnevezésű objektumot, melynek – nagy hibahatárral mért – tömege alig nyolcszorosa a Jupiterének; körülötte már kialakulásban lévő lapos porkorongot is találtak. Mivel tömege még bizonytalan, így kérdéses, hogy planemónak vagy barna törpének tekintendő-e.

## Gyakoriság
A csillagszerű objektumok tömegükhöz viszonyított relatív gyakoriságának leírására létezik egy egyszerű tömegfüggvény, a kezdeti tömegfüggvény (Initial Mass Function, IMF). Ez a tömegfüggvény feltehetően változatlanul alkalmazható a nagyobb tömegű barna törpék esetében, mivel a csillagok keletkezési folyamatának első fázisa, a gázfelhő összehúzódása független a kialakuló égitest jellegétől, azaz a felhő nem „tudhatja”, hogy a folyamat végén csillag, avagy barna törpe keletkezik-e. Ez a tömegfüggvény azonban a kisebb tömegű barna törpék esetében eltérést mutat, mivel egyrészt a különböző keletkezési folyamatok is szerepet játszhatnak, másrészt a csillagok keletkezési folyamata során létrejövő objektumok alsó tömeghatára alig ismert. A barna törpék gyakoriságának pontos meghatározása ezért nem csak a barna törpék keletkezési folyamata szempontjából fontos, hanem általánosságban is hozzájárul a csillagok keletkezési folyamatának megértéséhez.
A Gliese 229B felfedezése óta több száz barna törpét találtak, főleg a 2MASS (2 Micron All Sky Survey), a DENIS (DEep Near Infrared Sky survey) és az SDSS (Sloan Digital Sky Survey), valamint a nyílthalmazok és csillagkeletkezési területek feltérképezése során.

### Kimutatási eljárások
A barna törpék fényereje kimondottan alacsony, ezért csak nehezen megfigyelhetőek; a korai fejlődési stádiumukban pedig könnyen összetéveszthetőek a vörös törpékkel. Egyértelmű kimutatásukra több eljárás létezik:
FényességA barna törpék energiatermelésében a fúziós folyamatok csak alárendelt szerepet játszanak, ezért ezen objektumok fényessége a fejlődés során egyre csökken. Amennyiben a mért fényesség a legkönnyebb csillagoké alatt marad, amely Napunk fényességének 10−4-szerese, úgy csak egy barna törpéről lehet szó. A fényesség azonban csak akkor használható kritériumként, ha a távolság ismert, mint például nyílthalmazok esetében. E módszert az 1980-as években, a barna törpék kimutatásának kezdetén használták, de kimondottan megbízhatatlannak bizonyult, mivel a legtöbb barna törpe-jelölt esetében később bizonyítható volt a távolság hibás meghatározása.
HőmérsékletA Stefan–Boltzmann-törvény segítségével az L fényerő hozzárendelhető a Te effektív felszíni hőmérséklethez (Te~L1/4), amely azonban jóval kevésbé változik, mint a hőmérséklet. A hőmérséklet pedig nagyon könnyen meghatározható az objektum színképéből. Amennyiben a mért hőmérséklet jelentősen alacsonyabb a csillagok minimális hőmérsékleténél, az 1800 K-nél, úgy csak barna törpéről lehet szó.
TömegEgy barna törpét tartalmazó kettős rendszer esetében a tömeg megállapítható a közös tömegközéppont körüli mozgásból, még akkor is, ha a barna törpe nem megfigyelhető; ez a helyzet hasonlít az exobolygókéhoz. A tömeg közvetlen meghatározása az egyetlen lehetőség a barna törpék felső tömeghatár körüli azonosítására.
MetánvonalakA barna törpék légkörében komplex molekulák – elsősorban metán – is képződhetnek. Mivel ez a csillagok légkörében nem lehetséges, így a színképben a metán kimutatásával egyértelműen egy barna törpére lehet következtetni. Ebben az esetben egy öreg, hideg T típusú barna törpéről van szó.
LítiumvonalakA színképben található semleges lítium kimutatása kiváló lehetőséget nyújt a barna törpék azonosítására, és egyben széles tartományban alkalmazható. A tesztet 1992-ben javasolta Rafael Rebolo, a gyakorlatban először Gibor Basri alkalmazta 1996-ban.

#### Lítiumteszt
65 jupitertömeg fölött a 7Li 4He-má alakul át. E folyamat révén a legkönnyebb csillagok kb. 50 millió év alatt felhasználják a lítiumkészletüket, míg a barna törpék esetében ez a szakasz 250 millió évre nyúlik. Mivel a könnyű csillagok a barna törpékhez hasonlóan teljesen konvektívek, így a lítium gyakorisága – ellentétben a nehezebb csillagokéval, mint például a Nap – nemcsak a mag fúziós tartományában csökken, hanem közvetlenül a felszínen is megfigyelhető. A lítiumteszt azonban önmagában nem vezet egyértelmű eredményre, egyrészt mert a lítium nagyon fiatal csillagoknál is kimutatható, másrészt az idősebb, 65 jupitertömegűnél nehezebb barna törpéknél a lítium már nem érzékelhető.
Ha azonban határozott 7Li-vonalak mutathatók ki egy 2800 K-nél alacsonyabb hőmérsékletű csillagszerű objektumnál, úgy csak barna törpéről lehet szó. A semleges lítium színképvonalai ráadásul a vörös tartományba esnek, így földi telepítésű távcsövekkel is könnyen vizsgálhatók. Ez az eljárás a jó kimutatási eredmények miatt a barna törpék standard azonosítási eljárásaként honosodott meg.

## Eloszlás

### Csillaghalmazok
Fiatal nyílthalmazokban – mint például a Fiastyúk – már sok barna törpét találtak, bár eddig még egy halmazt sem kutattak át teljes egészében. E tartományokban ráadásul több olyan jelölt is ismert, melyek esetében a barna törpékhez ill. a csillaghalmazhoz való tartozás még nem tisztázott. Az első elemzések eredményei a hibahatárokon belül összeegyeztethetőek a csillagokra vonatkozó tömegfüggvénnyel, azonban néhány esetben jelentős eltérések mutatkoznak. Jelenleg még korai lenne ez alapján egyértelműen, egy, a barna törpék tartományára vonatkozó, eltérő tömegfüggvényre következtetni.

### Csillagkeletkezési régiók
E régiókban a barna törpék kimutatása nagyon nehéz, mivel a fiatal koruk és az ezzel járó magas hőmérsékletük miatt alig különböznek a fiatal csillagoktól. További problémát jelent e régiókban a csillagközi por magas aránya, mely a fényelnyelés magas foka miatt a megfigyelést nehezíti. A használt eljárások erősen modellfüggőek, így eddig csak nagyon kevés jelöltet sikerült barna törpeként azonosítani. Az eddig levezetett tömegfüggvények meghatározó része jelentősen eltér a kezdeti tömegfüggvénytől, viszont még jelentős a hibahatáruk. A Subaru teleszkóppal a közeli infravörös tartományban végzett megfigyelések alapján a különböző csillagkeletkezési régiókban a barna törpék csillagokhoz viszonyított aránya eltérő, többet találtak a Cassiopeia W3 Main régiójában és kevesebbet a Trapezium és az IC 348 területeken.

### Kettős rendszerek
A csillagkatalogizáció első eredményei a barna törpéket tartalmazó rendszerekről a következő képet festik:
- A Nap környezetében elkészített, az F-M0 színképtípusú csillagok katalogizálása során jóval kevesebb szoros – azaz 3 csillagászati egységnél közelebb keringő – csillag-barna törpe párost találtak, mint csillag-csillag kettőst. A jóval alacsonyabb gyakoriságot a szakirodalomban gyakran „Barnatörpe-sivatagnak” (angolul Brown Dwarf Desert) nevezik.[32] A Doppler-effektust alkalmazó exobolygó kutatások is alátámasztják , hogy a központi csillaghoz közel keringő barna törpék számaránya alacsony. Bár az 1000 CsE-t meghaladó távolságok esetén nem található eltérés a csillag illetve barna törpe típusú kísérők távolsága között, de ez a következtetés nagyon kevés megfigyelés extrapolációján alapul, így meglehetősen bizonytalan. A Hubble űrtávcső 2008-as megfigyelései alapján a Nap közvetlen közelében keringő 233 vörös törpecsillagból (ezek a legkönnyebb létező csillagok, a barna törpéknél eggyel nehezebb kategória) mindössze kettőnek volt barna törpe kísérője, azaz a barnatörpe-sivatag a legkisebb tömegű csillagoknál is létezik.[33][34]
- Az L típusú törpék kb. 20%-ánál – melyek nagy része feltehetően barna törpe – egy további barna törpe kísérő található, azonban olyan kettős rendszereket, ahol a páros tagjai közötti távolság nagyobb 10 CsE-nél, még nem találtak. Összehasonlításképpen kettőscsillagok esetében ez a távolság átlagosan 40 CsE.

Bár az eredmények számszerű értékei még bizonytalanok, az F-M0/barna törpe illetve L-törpe/barna törpe rendszerek közötti alapvető eltérés már biztosra vehető, mely feltehetően a fenti két típusú kettős rendszerekben található barna törpék eltérő keletkezési folyamatára vezethető vissza.

### Izolált barna törpék
A 2MASS és a DENIS programok már több száz barna törpét találtak, pedig a katalogizálása még nem zárult le. Az első elemzések arra utalnak, hogy a csillagokra vonatkozó tömegfüggvény a barna törpék tartományában is hosszan folytatódik. A nagyon könnyű barna törpék kivételével a keletkezési folyamatuk szorosan összefüggésben lévőnek tűnik a csillagkeletkezési folyamatokkal, amelyek ezért a barna törpék populációját is meg kell, hogy magyarázzák.

## Fiatal csillaghalmazok kormeghatározása
A lítiumteszt „mellékhatásként” csillaghalmazok esetében egy tömeghatárt is megad, mégpedig azt, amíg a lítium kimutatható; ezt a szakirodalomban lítiumfelélési határnak (lithium depletion boundary) hívják. E tömeg alapján meghatározható a halmaz kora. Az eljárás azonban csak akkor alkalmazható, ha a halmaz fiatalabb 250 millió évnél, mivel minden más esetben e tömeghatár 65 jupitertömegnél található. 1999-ben ezzel a módszerrel több mint 50%-kal felfelé, 125 millió évre korrigálták a Fiastyúk halmaz korát. Később hasonló módon került helyesbítésre további nyílthalmazok, például az α Persei ill. az IC 2391 kora. Bár a barna törpék nagyobb távolságok esetében nehezebben lesznek kimutathatók, és a lítiumteszt csak nagyon fiatal halmazok kormeghatározásánál alkalmazható, mégis lehetővé teszi más datálási eljárások hitelesítését.